# بیمارستان گنتافته
بیمارستان گنتافته (به لاتین: Gentofte Hospital) یک بیمارستان در دانمارک است که در گنتافته، کمون دانمارک واقع شده است.